# Samuel Butler (dichter)

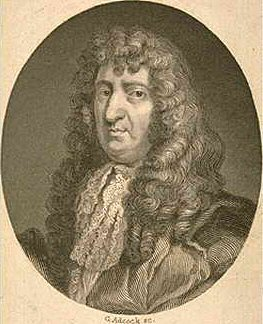
Samuel Butler

Samuel Butler (Strensham, Worcestershire, 3 februari 1612 – Londen, 25 september 1680) was een Engels dichter die vooral faam verwierf met het satirische werk Hudibras.
Over zijn leven zijn weinig details bekend. Hij schijnt secretaris te zijn geweest van diverse heren, onder wie Samuel Luke, een puriteins kolonel van Oliver Cromwell en commandant van onder anderen John Bunyan.
Hudibras is een pseudo-heldendicht en een scherpe satire op de verslagen Puriteinen. De eerste twee delen werden gepubliceerd in respectievelijk 1663 en 1664. Het werk werd goed ontvangen en ook koning Karel II behoorde tot de bewonderaars. Dit leidde ertoe dat Butler secretaris werd van George Villiers, de 2e hertog van Buckingham, die hij in 1670 vergezelde tijdens een diplomatieke missie in Frankrijk. Hij schijnt Buckingham geholpen te hebben met het schrijven van diens satirische toneelstuk The Rehearsal.
Het derde deel van Hudibras verscheen in 1678. De koning schonk hem een pensioen en diverse geldbedragen. Niettemin schijnt hij in armoede gestorven te zijn. Hij ligt begraven in St. Paul's (Covent Garden) en heeft een monument in Westminster Abbey.
Merkwaardig is dat Butler diverse andere werken schreef waarmee hij in zijn levensonderhoud had 
kunnen voorzien. Deze werken, zowel poëzie als proza, werden pas na zijn dood gepubliceerd. Veel ervan verschenen in The Genuine Remains in Verse and Prose of Mr Samuel Butler, bezorgd door Robert Thyer in 1759. Een volledige uitgave van Butlers werk, onder redactie van A.R. Waller, verscheen in drie delen tussen 1905 en 1928.